# Třída Curtiss
Třída Curtiss byla třída nosičů hydroplánů Námořnictva Spojených států amerických. Celkem byly postaveny dvě jednotky, které byly ve službě v letech 1940–1960. Plavidla se mimo jiné účastnila druhé světové války.

## Stavba
Těžké nosiče hydroplánů této třídy byly určeny ke službě v rozsáhlých prostorách Pacifiku.
Jednotky třídy Curtiss:
| Jméno                | Spuštěna na vodu | Vstup do služby    | Status |
| -------------------- | ---------------- | ------------------ | --- |
| USS Curtiss (AV-4)   | 1940             | 15. listopadu 1940 | Vyřazena 24. září 1957, sešrotována. |
| USS Albemarle (AV-5) | 1940             | 20. prosince 1940  | Roku 1946 se podílela na jaderných zkouškách na atolu Bikini, kde byla vlajkovou lodí Joint Task Force 1 Task Group 1.1, vyřazena 14. srpna 1950, reaktivována 21. října 1957, vyřazena 21. října 1960. V lednu 1966 reaktivována v rámci Military Sealift Command jako opravárenská loď vrtulníků USNS Corpus Christi Bay (T-ARVH-1) a v letech 1966–1969 nasazena ve Vietnamu. V roce 1973 převedena do rezervy, sešrotována. |

## Konstrukce

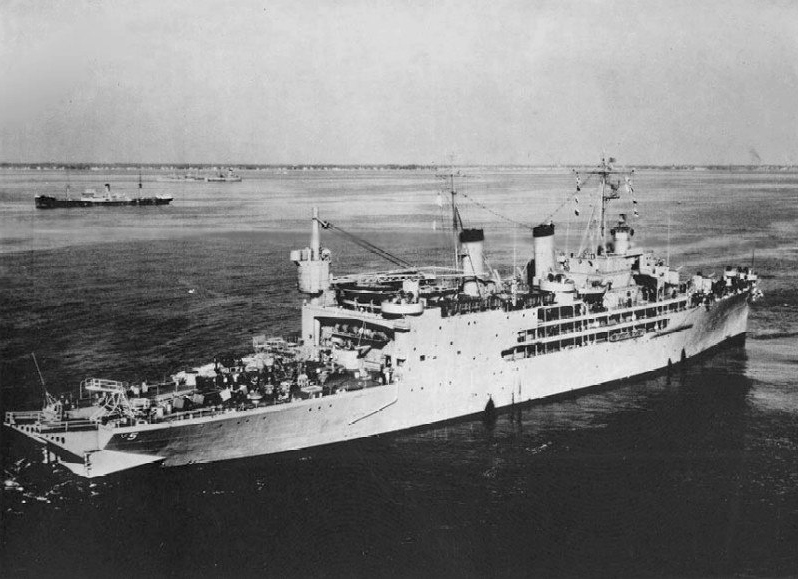
USS Albemarle (AV-5) upravená pro provoz hydroplánů Martin P6M SeaMaster

Výzbroj po dokončení tvořily čtyři 127mm kanóny v jednohlavňových věžích a šestnáct 40mm kanónů Bofors. Během války byla zesílena o čtyři 40mm kanóny a dvanáct 20mm kanónů, přičemž později byla dále modifikována. Pohonný systém tvořily čtyři kotle Babcock and Wilcox a dvě parní turbíny Parsons o celkovém výkonu 12 000 koní (8,95 MW), pohánějící dva lodní šrouby. Nejvyšší rychlost dosahovala 18 uzlů.

## Operační služba

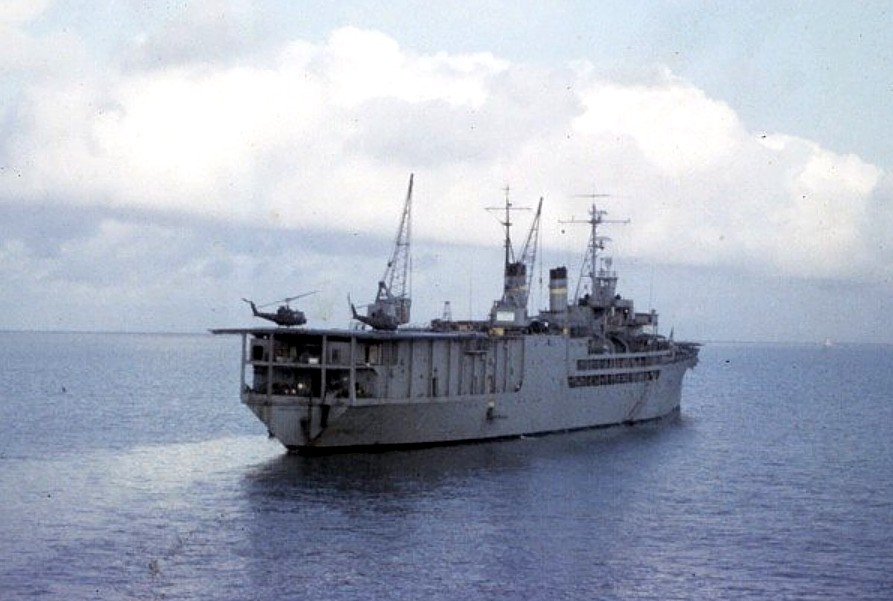
USS Corpus Christi Bay (ARVH-1)

Obě plavidla se účastnila druhé světové války. Plavidlo Albemarle se po jejím skončení podílelo na jaderných zkouškách na atolu Bikini, v 50. letech byl rozsáhle modernizováno na mateřskou loď pro strategický bombardovací hydroplán Martin P6M SeaMaster, po zrušení jehož vývoje bylo vyřazeno. Po reaktivaci v 60. letech bylo přestavěno na opravárenskou loď USS Corpus Christi Bay (ARVH-1), která byla následně nasazena ve vietnamské válce.